# Красноухая лягушка
Красноухая лягушка (Hylarana erythraea) — вид земноводных из семейства настоящих лягушек.
Общая длина достигает 3—7,5 см. Наблюдается половой диморфизм: самки крупнее самцов. Отличается стройным телосложением, имеет выразительные пластинки для прилипания на пальцах обеих пар конечностей. Кожа гладкая. Окраска сверху зелёная с металлическим блеском, по бокам тёмно-коричневая. Продольные складки спины у этой лягушки серебристо-белые, барабанная перепонка красная (отсюда происходит название этой лягушки). Брюхо белого цвета. Верхняя половина радужной оболочки золотисто-жёлтая, нижняя — огненно-красная.
Любит болота, низменности, влажные горные леса, озёра, рисовые поля. Встречается на высоте 1200 метров над уровнем моря. Активна ночью. Питается насекомыми.
Сезонность в размножении не выражена. У самцов изменения в интенсивности сперматогенеза в развитии брачных мозолей в течение года незначительны. У самок также в течение всего года обнаружены яйца на разных стадиях созревания. Однако процент самок и самцов, готовых к размножению, меняется в разные месяцы от 10 до 50.
Обитает в Индокитае, Малайзии, Брунее, на островах Суматра, Ява, Калимантан (Индонезия), Сулавеси, Негрос и Панай (Филиппины).